# Rolepa lojana
Rolepa lojana är en fjärilsart som beskrevs av Paul Dognin 1916. Rolepa lojana ingår i släktet Rolepa och familjen silkesspinnare. Inga underarter finns listade.